# Chen Wei-ling
Chen Wei-ling (chinesisch 陳葦綾, Pinyin Chén Wěilíng; * 4. Januar 1982 in Tainan) ist eine taiwanische Sportlerin, die in den schwerathletischen Sportarten Powerlifting und Gewichtheben international hervorragende Erfolge erzielt hat.

## Karriere
Bei den Olympischen Sommerspielen 2008 in Peking startete Wei-ling für die Mannschaft “Chinesisch Taipeh” in der 48-kg-Klasse der Frauen im Gewichtheben und belegte nach der Disqualifizierung der gedopten Türkin Sibel Özkan den 2. Platz und errang somit die Silbermedaille. Im Powerlifting (Verband: IPF) hält sie mehrere Allzeit-Weltrekorde; ihre Stärken sind dabei das Kreuzheben und die Kniebeuge, eine relative Schwäche stellt bei ihr das Bankdrücken dar.

## Powerlifting

### 44-kg-Klasse der Frauen
- Kniebeuge (Squat): Allzeitrekord 171,5 kg bei einem Körpergewicht von 43,8 kg, erzielt am 27. Mai 2005 in Ylitornio, Finnland
- Kreuzheben (Deadlift): Allzeitrekord 175,0 kg bei 43,7 kg Körpergewicht, erzielt am 23. Mai 2003 in Chicago, Illinois
- Dreikampf (Kniebeuge, Bankdrücken, Kreuzheben): Dritte der IPF-Weltjahresbestenliste 2003 mit 385,0 kg (155,0 kg + 65,0 kg + 165,0 kg), erzielt am 22. Mai 2003 in Chicago
- Dreikampf: Weltbestleistung der Junioren (bis 23 Jahre) mit 402,5 kg (171,5 kg + 62,5 kg + 170,0 kg), erzielt am 27. Mai 2005 in Ylitornio, Finnland – damit zugleich Zweite der IPF-Weltjahresbestenliste 2005 der Senioren

### 48-kg-Klasse der Frauen
- Kniebeuge: drittbeste Leistung aller Zeiten (Stand: 17. August 2008) mit 197,5 kg, also dem 4,2-fachen des eigenen Körpergewichts (47 kg); der Weltrekord der IPF lag (Stand: 17. August 2008) bei 200 kg. Chen Wei-Ling verbesserte diesen Weltrekord am 25. Juli 2009 auf 207,5 kg.
- Kreuzheben: Allzeitrekord 185,0 kg, erzielt am 15. Oktober 2007 in Sölden, Österreich. Weltrekord 195,0 kg am 25. Juli 2009.
- Dreikampf: Dritte der IPF-Weltjahresbestenliste 2006 mit 422,5 kg (175,0 kg + 70,0 kg + 177,5 kg), erzielt am 6. November 2006 in Stavanger
- Dreikampf: Die am 15. Oktober 2007 in Sölden aufgestellte Dreikampfleistung mit 457,5 kg (197,5 kg + 75,0 kg + 185,0 kg) war damals Weltrekord; dieser Rekord wurde am 6. Juni 2008 von der 1970 geborenen Japanerin Yukako Fukushima mit 465,0 kg in Kōbe überboten und am 3. November 2008 in St. John’s (Kanada) auf 468,5 kg gesteigert. Chen Wei-Ling übertraf diesen Wert am 25. Juli 2009 bei den World Games mit 495,0 kg bei einem Körpergewicht von 46,75 kg deutlich.

### 52-kg-Klasse der Frauen
- Bei den World Championships der IPF 2008 in St. Johns (Kanada) trat sie in der 52-kg-Klasse an, obwohl sie mit einem Körpergewicht von 48,60 kg fast noch in der 48-kg-Klasse hätte starten können. Mit 207,5 kg für die Kniebeuge, 82,5 kg im Bankdrücken und 190,0 kg beim Kreuzheben erreichte sie ein Dreikampfergebnis von 480,0 kg und verdrängte damit die um 2,68 kg schwerere Indonesierin Hartati Sri bei gleicher Leistung auf den zweiten Platz.

### World Games
- Bei den 2005 in Duisburg ausgetragenen World Games erreichte Chen Wei-ling im Leichtgewicht der Frauen, das bei dieser Veranstaltung die Gewichtsklasse von 44 kg bis 52 kg umfasste, die Bronzemedaille hinter Olesja Lafina aus Russland und Olena Dmytruk aus der Ukraine. 2009 gewann sie bei den World Games in Kaohsiung im Leichtgewicht – bis 52 kg Körpergewicht – Gold vor der Japanerin Yukako Fukushima und der Indonesierin Sri Hartani und stellte dabei neue – derzeit (30. Juli 2009) noch nicht offiziell bestätigte – Weltrekorde in der 48-kg-Klasse auf, ihr Körpergewicht betrug dabei 46,75 kg; insgesamt verbesserte sie bei diesem Wettbewerb die Weltbestleistung in der Kniebeuge 3-mal und für das Kreuzheben zweimal. Im gleichen Wettbewerb steigerte die Taiwanerin Chou Yi Ju bei einem Körpergewicht von 50,45 kg zweimal die Weltbestleistung im Kreuzheben der 52-kg-Klasse.

## Gewichtheben
Chen Wei-ling startete 2004 und 2008 für ihr Land bei den Olympischen Spielen in der 48-kg-Klasse des Gewichthebens. 2004 erreichte sie dabei den 11. Platz mit 170 kg (75,0 kg + 95,0 kg) im Zweikampf, 2008 in Peking mit 196 kg (84 kg + 112 kg) ursprünglich den dritten Platz (Körpergewicht 47,11 kg); die Koreanerin Junghwa Im erzielte zwar die gleiche Zweikampfleistung (86 kg + 110 kg), wurde wegen ihres höheren Körpergewichts (47,62 kg) jedoch hinter Chen gereiht. Chen hatte bei diesem Wettbewerb nur drei gültige Versuche. Im Reißen scheiterte sie zweimal an 87 kg und im Stoßen an 115 kg. Aufgrund der Dopingvergehen der ursprünglich vor ihr platzierten Sibel Özkan und Chen Xiexia rückte Chen Wei-Ling mittlerweile auf den Silberrang vor, die Goldmedaille wurde noch nicht neu vergeben.
Bei den Weltmeisterschaften steigerte sie sich von 2006 mit Platz 13 für 160 kg (70 kg + 90 kg) über Platz 11 im Jahre 2007 für die Zweikampf-Leistung von 172 kg (76 kg + 96 kg) auf Platz 4 mit 196 kg (84 kg + 112 kg) im Jahre 2009 – exakt der gleichen Leistung, die sie 2008 bei den Olympischen Spielen erzielt hatte. Bei den Weltmeisterschaften 2010 belegte sie den 5. Platz in der Zweikampfwertung mit 185 kg (= 80 kg + 105 kg).
Bei den Asien-Meisterschaften erreichte sie 2005 in Dubai in allen drei Wertungen den 4. Platz (181 kg = 78 kg + 103 kg) und gewann 2009 in Taldykorgan (Kasachstan) mit 200 kg Zweikampfleistung (87 kg + 113 kg) deutlich vor der Chinesin Chen Xiexia, die bei der Olympiade 2008 gedopt war.